# یورک‌ویل (ایلینوی)
یورک‌ویل، ایلینوی (به انگلیسی: Yorkville, Illinois) یک شهر در ایالات متحده آمریکا با جمعیت ۱۶٬۷۱۷ نفر است که در ایلی‌نوی واقع شده‌است.

## موقعیت جغرافیایی
موقعیت جغرافیایی شهرها و مناطق اطراف به شرح زیر است: